# Дом Апраксиных
Дом Апра́ксиных (Ста́рое зда́ние Генера́льного шта́ба) — московская усадьба, расположенная у пересечения Знаменки и Арбатской площади, построенная в конце XVIII века по заказу генерала Степана Апраксина. Предположительно, архитектором являлся Франческо Кампорези. После Отечественной войны 1812 года в стенах особняка некоторое время выступала труппа Московского императорского театра. С 1832-го в усадьбе действовал Александровский сиротский институт, позднее преобразованный в Александровское военное училище. После Октябрьской революции комплекс занимал Генеральный штаб РККА, с 1987 года — административные службы Министерства обороны.

## История

### Апраксинский театр
В первой половине XVIII века имение у пересечения Знаменки и Арбатской площади принадлежало сыновьям графа Александра Головкина — Петру и Ивану. В 1763 году (по другим данным — в 1750-м) они продали участок за пять тысяч рублей Фёдору Алексеевичу Апраксину: «ноября в пятый день в роде своём не последние продали мы лейб-гвардии капитан поручику Графу Фёдору Алексееву сыну Апраксину наш двор с каменными всякими палатами и деревянным всяким же строением». На тот момент имение граничило с усадьбой генерал-аншефа М. А. Толстого, располагавшейся параллельно Большому Знаменскому переулку. Владения разделяла небольшая улица, ведущая к церкви евангелиста Луки в Антипьевском переулке. Позднее проход между особняками ликвидировали, перекрыв его зданием питейного заведения
К 1790 году усадьба Апраксиных перешла по наследству к генерал-майору Степану Апраксину. Он также выкупил соседнее владение Толстых и трактир. Вскоре новый хозяин получил разрешение на снос части существующих построек и возведение «каменного корпуса в три этажа» на фундаменте бывшей усадьбы Толстых. Вдоль улицы Знаменки к нему пристроили портал «на два аршина для колон». В палатах Апраксина разобрали фундамент, переложили цокольный этаж, новые окна оформили венецианскими колоннами. Исследователи называют разные даты реконструкции, известно, что работы проходили в период с 1792 по 1801 год. Предположительно, строительством руководил Франческо Кампорези. Но из-за недостатка достоверных атрибуций отдельные историки допускают, что авторство может принадлежать другому архитектору.

Во время оккупации Москвы 1812 года усадьбу Апраксина использовали как интендантский военный штаб, где квартировали граф Пьер Дарю и его двоюродный брат Мари-Анри Бейль. Особняк незначительно пострадал от московских пожаров, но был разграблен. После освобождения города строение быстро восстановили. По свидетельству графа Петра Вяземского, вскоре хозяин дал в имении званый ужин на пятьсот гостей. В июле 1814-го в здании случилось возгорание от непотушенной свечи. Дом отремонтировали, и 30 августа того же года в его стенах начала выступать труппа Императорского Московского театра. Дирекция занимала весь второй этаж правой части комплекса, где располагалась театральная зала. Первым представлением стала опера «Старинные святки» А. М. Малиновского и Ф. К. Блима. Зимой 1815-го особняк снова пострадал от пожара, но основные помещения затронуты не были. 4 ноября 1817 года на сцене состоялся дебют артиста Павла Мочалова в пьесе «Эдип в Афинах». Репертуар труппы на тот момент состоял из драм Николая Ильина, Фёдора Иванова, Августа Коцебу, комедий Дениса Фонвизина, Ивана Крылова, Жан-Батиста Мольера и других. Спектакли пользовались популярностью у москвичей, тем не менее историк Владимир Петрович Погожев отмечал неудобное устройство помещений:
Апраксинский театр был весьма недостаточен по вместимости, сцена была тесна и не давала возможности делать сложные постановки, духота в театре в жаркое время заставляла отказываться от устройства летних спектаклей, расположение уборных было очень неудобно — оне помещались далеко от сцены, при переходе на которую артисты часто простужались. Апраксинский дом целым рядом небольших пожаров показал себя не безопасным в этом отношении... Наконец, самое место Апраксинскаго театра, на Знаменке, было далеко не центрально и не отвечало потребностям столицы.
В 1818 году во время визита в Москву император Александр I выразил желание посетить особняк Апраксина. Количество приглашённых превышало 800 человек, поэтому торжественный ужин провели в просторном манеже во дворе усадьбы. Помещение украсили померанцевыми, лимонными и лавровыми деревьями, привезёнными из подмосковного имения хозяина. По свидетельству княгини Софии Щербатовой, приём стоил Апраксину «всего пять тысяч ассигнациями». Летом того же года для Императорского Московского театра выделили дом Пашкова, но в усадьбе Апраксина продолжали давать публичные спектакли любители-аристократы, французские и итальянские труппы, крепостные актёры, среди которых числился тенор П. А. Бухалов. В 1827-м Александр Пушкин посещал в этом здании оперы композитора Джоаккино Россини «Сорока-воровка» и «Магомет». В юности на представлениях в имении Апраксина также бывал публицист Александр Герцен, который вспоминал об этом в мемуарах «Былое и думы». Современники отмечали масштаб спектаклей: в опере «Диана и Эндимион» на сцену выпускали живых оленей, а за кулисами лаяла свора собак. Театровед В. В. Яковлев считал, что особняк Апраксина являлся «подлинным рассадником музыкально-театрального искусства благодаря наличию великолепных творческих сил, подобранных из крестьянской массы». Кроме того, в усадьбе регулярно проходили литературные вечера, чтения и концерты, часть помещений сдавали в аренду под жильё.

### Дальнейшее использование
Степан Апраксин скончался в 1827 году, и его дом перешёл в собственность государства. Через пять лет при финансовой поддержке историка Платона Бекетова имение выкупил Александринский сиротский институт. Организация занималась воспитанием детей чиновников и офицеров, погибших во время эпидемии холеры 1830-го. Для нужд института особняк реконструировали в формах позднего классицизма под руководством архитектора И. Д. Васильева. В этот период в здании начала действовать домовая церковь «Взыскания погибших», позднее переосвящённая в честь мученицы царицы Александры. Предположительно, моленную ликвидировали после 1917 года.
К середине XIX века институт преобразовали в Александровский кадетский корпус, а в 1863 году — в Александровское военное училище. В разное время выпускниками организации были историк Александр Веселовский, генералы Николай Юденич и Николай Духонин, актёр Борис Щукин, военные Михаил Тухачевский, Сергей Каменев и другие. Среди преподавателей числились военные и общественные деятели Сергей Соловьёв, Василий Ключевский, Владимир Герье, Иван Бабст, Александр Чупров, Николай Стороженко и другие. Быт студентов училища подробно описал драматург Александр Куприн в повести «Юнкера».
Во время Московского вооружённого восстания 1917 года здание Александровского училища стало одним из эпицентров военных действий. Комплекс занимал оперативный штаб Московского военного округа, где разместились отряды юнкеров. В дом свозили оружие и пленных для допросов, на крыше установили артиллерийские пулемёты, вокруг возвели баррикады. 27 октября в стенах бывшей усадьбы прошло собрание офицеров, на котором обсуждалась возможная поддержка Временного правительства. К началу ноября военные выступления на улицах города были подавлены и отряды юнкеров сосредоточились в здании Александровского училища. Среди прочих в защите дома участвовали военачальник Константин Рябцев и муж Марины Цветаевой Сергей Эфрон, который описал события в мемуарах. 3 ноября оккупанты сдались, позднее комплекс передали в ведение Высшего военного совета и Реввоенсовета, являвшегося одним из центральных органов военного управления. В 1919-м в стенах дома проходила встреча Владимира Ленина с главнокомандующим Сергей Каменевым. Через два года Реввоенсовет вошёл в состав Генерального штаба РККА, реорганизованного позднее в Наркомат обороны СССР.
В 1944—1946 годах по проекту архитекторов Михаила Посохина и Ашота Мндоянца комплекс реконструировали, сохранив старинные перекрытия. Усадьбу достроили до пяти этажей, главный фасад дополнили массивным двенадцатиколонным портиком и украсили лепными танками, гербами и знамёнами. Со стороны Большого Знаменского переулка возвели дополнительный корпус, соединённый кровлей с основным домом. Во время Второй мировой войны, а также в 1953—1957 годах в здании работал маршал Георгий Жуков. Позднее на фасаде установили мемориальную табличку, а в доме начал действовать музей. В 1987-м для Генерального штаба построили новое здание, куда перевели органы руководства. В дальнейшем бывший особняк Апраксина продолжали использовать для размещения административных служб Министерства обороны.

## Современность
В апреле 2016 года СМИ сообщили о пожаре, начавшемся в бывшей усадьбе Апраксина. Представители Минобороны проинформировали, что возгорание произошло в технических помещениях соседнего корпуса, возведённого в 1946 году: из-за сильных порывов ветра пламя быстро распространилось и повредило деревянные перекрытия строения. СМИ сообщали об обрушении крыши бокового крыла, однако представители министерства заявили, что её вскрыли целенаправленно. Возгорание ликвидировали в течение девяти часов, в общей сложности в работах участвовало 235 пожарных. Официальной причиной возгорания было названо замыкание проводки. Издание «Комсомольская правда» указывает, что в этот период распространилась информация об умышленном поджоге с целью уничтожения архивов ведомства, однако документы хранились в другом здании. Пострадавший корпус не относится к объекту культурного наследия, но министр обороны Сергей Шойгу поручил в кратчайшие сроки восстановить исторический облик здания. Для ремонта несущих конструкций планировалось использовать современные монолитные технологии. В 2019 году началась реконструкция комплекса зданий.

## Музей имени Жукова
В ноябре 1996 года в здании бывшего Генерального штаба начал действовать мемориальный музей маршала Георгия Жукова. Открытие выставки приурочили к столетию со дня рождения полководца. Экспозиция занимает три комнаты, одна из которых является полностью восстановленным кабинетом Жукова. К музею относится конференц-зал на 30 человек, где демонстрируют кинохронику. Фонд содержит документы и фотографии, рассказывающие о деятельности военачальника на всех этапах карьеры. Также выставлены личные вещи, награды и кителя, подаренные родственниками и друзьями маршала. Работники музея регулярно устраивают памятные вечера и встречи с ветеранами Великой Отечественной войны и участниками других боевых действий.